# Екструзійний пінополістирол
Екструзі́йний пінополістиро́л (ЕППС) — синтетичний теплоізоляційний матеріал, що був створений в США в 1941 році. Виготовляється з гранул полістиролу шляхом нагрівання та екструзії.
За даними ВНДІбудполімер, плити з екструзійного пінополістиролу, випробувані для умов Крайньої Півночі в земляному полотні, після 50-річних циклічних температурно-вологісних навантажень не втратили своїх експлуатаційних властивостей на відміну від інших видів полімерної теплоізоляції.

## Технічні характеристики
Екструзійний пінополістирол має однорідну структуру (з герметично замкнених пухирців). Саме така структура надає матеріалу низької теплопровідності (на 20 % нижчої, аніж у мінераловатних чи скловолоконних утеплювачів) і високої міцності, робить матеріал паронепроникним і не дозволяє вбирати вологу.
Властивості матеріалу дозволяють застосовувати його зовні будівель.
Переваги при використанні матеріалу:
- зниження температурних навантажень на конструкційний матеріал,
- захист стін від атмосферної вологи,
- можливість утеплення будівель без виселення мешканців,
- збільшення довговічності житлового фонду.

Недоліки:
- невисокі звукоізоляційні властивості,
- займистість.

## Області застосовування
Екструзійний пінополістирол застосовується не тільки для утеплення стін, але і фундаментів, причому — ззовні, цокольних поверхів, підземного утеплення теплових комунікацій і каналізаційних систем, пристрою теплих покрівель. Крівля з використанням плит ЕППС може експлуатуватися без ремонту не менше 25—30 років. Така довговічність досягається особливим розташуванням елементів, а саме: теплоізоляція знаходиться вище уразливої гідроізоляції, захищаючи, її від руйнування під впливом кліматичних навантажень. Самим верхнім шаром може бути гравієва засипка або цементно-піщана стяжка. Цей матеріал може бути використаний для підлог, зокрема що обігріваються, для утеплення шатрових покрівель, що стали достатньо популярними останнім часом, мансардних поверхів. Пінополістірольні теплоізоляційні плити можна укладати під основи автодоріг або залізничного полотна з метою запобігання промерзанню, яке загрожує набряканням полотна.
Екструзійний пінополістирол добре себе виявляє при теплоізоляції підлог, фасадів індивідуальних будинків і міжповерхових перекриттів. Завдяки тому, що матеріал майже не вбирає вологу, його почасти застосовують для ізоляції підвалів. Матеріал є перспективним для застосовування у малоповерховому будівництві та виробництві сендвіч-панелей.

## Ринок України
Найбільшими постачальниками цього матеріалу на український ринок є компанії Dow Co. (TM Styrofoam), BASF (Styrodur), Austrotherm, Botament(R) Systembaustoffe(ТОВ "МЦ Баухемі") [Архівовано 21 травня 2013 у Wayback Machine.] і перший у СНД виробник цього матеріалу — російський завод «Піноплекс». Виробник в Україні — ВАТ «Тернопільський завод штучних шкір "Вінітекс"».